# Reconocimiento automático de matrículas

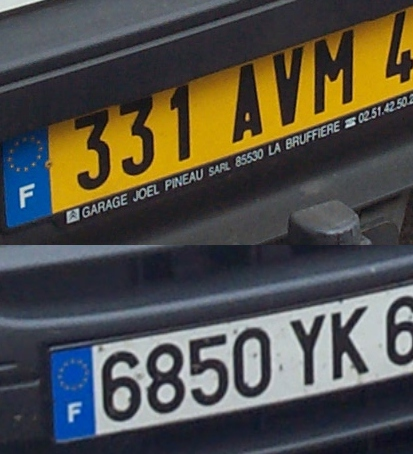
El sistema debe ser capaz de reconocer diferentes tipos de matrículas

El reconocimiento automático de matrículas (Automatic number plate recognition o ANPR en inglés) es un método de vigilancia y control de accesos que utiliza el reconocimiento óptico de caracteres en imágenes para leer las matrículas de los vehículos. En 2005, los sistemas pueden escanear las matrículas con una frecuencia aproximada de una por segundo en vehículos circulando a velocidades de hasta 160 km/h. Pueden usar el circuito cerrado de televisión existente o radares, o dispositivos diseñados específicamente para dicha tarea. Las cámaras LPR (inglés: license plate readers) son empleadas por las diversas fuerzas de policía, en accesos a aparcamientos públicos y privados y como método de recaudación electrónica de peaje en las autopistas de pago, así como para vigilar la actividad del tránsito como una luz roja en una intersección.									
El ANPR se puede utilizar para almacenar las imágenes capturadas por las cámaras fotográficas, así como el texto de la matrícula, y algunas se pueden configurar para almacenar una fotografía del conductor. Estos sistemas suelen utilizar iluminación infrarroja para hacer posible que la cámara pueda tomar fotografías en cualquier momento del día. En una versión al menos de cámara fotográfica para la supervisión de intersecciones se incluye un flash de gran alcance, que sirve para iluminar la escena y hacer que el infractor se dé cuenta de su error. La tecnología ANPR tiende a ser específica para una región, debido a la variación entre matrículas de un lugar a otro.
El software del sistema se ejecuta sobre un hardware de PC estándar y puede ser enlazado con otras aplicaciones o bases de datos. Primero utiliza una serie de técnicas de manipulación de la imagen para detectar, normalizar y realzar la imagen del número de la matrícula, y finalmente un reconocimiento óptico de caracteres para extraer los alfanuméricos de la matrícula. Los sistemas ANPR/ALPR se pueden utilizar de dos modos: uno que permite que el proceso sea realizado en su totalidad en el lugar de la toma en tiempo real, mientras que el otro transmite todas las imágenes de muchas cámaras a un ordenador remoto en que se realiza el proceso de OCR más tarde. Cuando se realiza in situ, la información capturada de la matrícula alfanumérica, fecha y hora, identificación del lugar y cualquier otra información que se requiera es completada en unos 250 milisegundos. Esta información, convertida ahora en pequeños paquetes de datos, se puede transmitir fácilmente a algún ordenador remoto para un posterior procesamiento en caso de que sea necesario, o ser almacenada en el lugar para ser recuperada posteriormente. En la otra disposición, típicamente hay una gran cantidad de PC usados en una granja de servidores para manejar altas cargas de trabajo, como los que se encuentran en el proyecto de carga de congestión de Londres. A menudo existe en dichos sistemas la necesidad de remitir imágenes al servidor remoto y este puede requerir medios de transmisión con un gran ancho de banda.					
Los inconvenientes de estos sistemas están centrados en el temor en cuanto a la privacidad de los movimientos de los ciudadanos y los informes de los medios sobre la identificación errónea y altas tasas de error. Sin embargo, según se han ido desarrollando, estos sistemas han logrado ser mucho más exactos y fiables.

## Otros nombres
- Reconocimiento automático (o automatizado) de matrículas (Automatic (or automated) license-plate recognition, ALPR)
- Lector automático (o automatizado) de matrículas (Automatic (or automated) license-plate reader, ALPR)
- Identificación automática de vehículos (Automatic vehicle identification, AVI)
- Reconocimiento automático de placas de matrícula (Automatisk nummerpladegenkendelse, ANPG)
- Reconocimiento de placas de coche (Car-plate recognition, CPR)
- Reconocimiento de placas de matrícula (License-plate recognition, LPR)
- Lectura automática de placas de matrícula (Lecture automatique de plaques d'immatriculation, LAPI)
- Lector móvil de placas de matrícula (Mobile license-plate reader, MLPR)
- Reconocimiento de matrícula de vehículo (Vehicle license-plate recognition, VLPR)
- Identificación de reconocimiento de vehículo (Vehicle recognition identification, VRI)

## Cómo funciona un lector automático de matrículas
La tecnología detrás de un sistema de lector automático de matrículas (ALPR) es una combinación de componentes de hardware y software que trabajan juntos para identificar, registrar y almacenar datos de las matrículas. El hardware de ALPR es parte de la ecuación, que es el avanzado sistema de cámaras que captura las matrículas de los vehículos. El software es la segunda parte de la ecuación, que utiliza varios algoritmos y técnicas propietarios para identificar con precisión los caracteres de la matrícula a partir de las imágenes capturadas.
Hardware: El hardware generalmente consta de cámaras de alta velocidad equipadas con filtros infrarrojos para leer matrículas en todo momento del día y en diferentes condiciones climáticas. Estas cámaras se pueden montar en semáforos estacionarios, farolas, pasos elevados, aparcamientos, de mano, o montadas directamente en vehículos de las fuerzas del orden. Algunas de las cámaras de ALPR más avanzadas tienen la capacidad de monitorear muchos vehículos simultáneamente, lo cual es muy útil en áreas de mucho tráfico.
Software: El software utiliza un software de reconocimiento óptico de caracteres (OCR), que interpreta los números y letras en las matrículas capturadas por las cámaras. El software está entrenado para reconocer caracteres de diferentes fuentes y diseños de maquetación que pueden existir en matrículas de diferentes estados. Una vez que la imagen de la matrícula es capturada y los caracteres interpretados, el sistema ALPR luego registra la fecha y la geolocalización de los datos. Registrar la fecha y geolocalizar son componentes muy importantes del sistema de lector de matrículas que permiten a las fuerzas del orden rastrear vehículos en tiempo real. La marca de tiempo indica la fecha y hora en que la matrícula fue capturada en cámara, lo cual puede ayudar a rastrear los movimientos del vehículo. La geolocalización asigna una ubicación geográfica a cada matrícula capturada, permitiendo a las agencias de aplicación de la ley u otras entidades autorizadas determinar dónde se vio la matrícula. Estos datos se almacenan luego en una base de datos para futuras referencias, o se pueden usar en tiempo real cuando las fuerzas del orden están persiguiendo un vehículo.

## Tecnología
ANPR utiliza reconocimiento óptico de caracteres (OCR) en las imágenes tomadas por las cámaras fotográficas. Cuando las matrículas de vehículos holandeses cambiaron su diseño en 2002, uno de los cambios realizados fue el de la fuente tipográfica, introduciendo pequeños espacios en algunas letras (como P y R) para hacerlas más distinguibles y por tanto más legibles a dichos sistemas. Algunas matrículas utilizan cambios en los tamaños de las fuentes y en la posición - los sistemas ANPR deben poder hacer frente a estas diferencias para ser verdaderamente eficaces. Algunos sistemas más complicados pueden distinguir variantes internacionales, aunque muchos programas se adaptan a cada país individualmente.

### Algoritmos

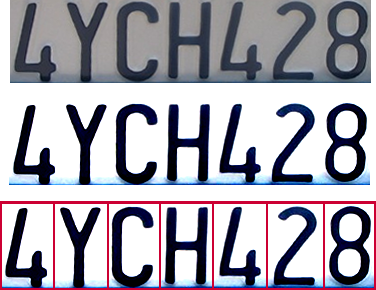
Pasos 2, 3 y 4: Se normaliza el brillo y el contraste de la matrícula y se dividen los caracteres para el OCR

Hay cinco algoritmos principales que el software necesita para identificar una matrícula:
1. Localización de la matrícula - responsable de encontrar y aislar la matrícula en la imagen.
2. Orientación y tamaño de la matrícula - compensa los ángulos que hacen que la matrícula parezca "torcida" y ajusta las dimensiones al tamaño requerido.
3. Normalización - ajusta el brillo y el contraste de la imagen.
4. Segmentación de los caracteres - encuentra los distintos caracteres presentes en la matrícula.
5. Reconocimiento óptico de caracteres.
6. Análisis sintáctico y geométrico - comprueba los caracteres encontrados y sus posiciones con las reglas específicas del país al que pertenece la matrícula.

La complejidad de cada una de estas subdivisiones del programa determina la exactitud del sistema. Durante la tercera fase (normalización) algunos sistemas utilizan técnicas de detección de borde para aumentar la diferencia en la imagen entre las letras y el fondo de la placa. A También se puede utilizar un filtro digital de punto medio para reducir el "ruido" visual de la imagen.

### Dificultades
El software debe ser capaz de afrontar diferentes dificultades posibles, que incluyen:
- Resolución de imagen pobre, a menudo porque la matrícula está demasiado lejos, aunque a menudo es resultado del uso de una cámara de baja calidad.
- Imágenes desenfocadas, en particular desenfoque de movimiento y muy a menudo en unidades móviles
- Iluminación pobre y bajo contraste debido a sobreexposición, reflexión o sombras
- Un objeto que oscurece (parte de) la matrícula, a menudo una barra del remolque, suciedad en la matrícula, desgaste de la matrícula a causa de productos para derretir la nieve en carreteras y caminos
- Tornillos fijadores o de sujeción de la matrícula que hacen confundir algunos caracteres a la hora de interpretarlos
- Vehículos que solo disponen de matrícula trasera (la única obligatoria en la mayoría de estados)
- Técnicas de evasión

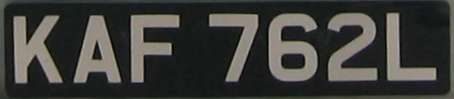
Los primeros sistemas ANPR eran incapaces de leer letras blancas o plateadas sobre un fondo negro, como se permitía en los vehículos del Reino Unido fabricados antes de 1973.

Aunque algunos de estos problemas se pueden corregir en el software, se dejan sobre todo en el lado del hardware del sistema para ofrecer soluciones a estos problemas. El aumento de la altura de la cámara puede evitar problemas con los objetos (tales como otros vehículos) que oscurecen la placa, pero introduce y aumenta otros problemas como el ajuste según la oblicuidad creciente de la placa.
Muchos países utilizan matrículas retroreflectivas. Esto devuelve la luz hacia la fuente y mejora así el contraste de la imagen. En algunos países los caracteres de la matrícula no son reflectantes, dando un alto nivel del contraste con el fondo reflectante bajo cualquier condición de iluminación. Una cámara que utiliza imagen infrarroja (con un filtro normal de color sobre la lente y una fuente luminosa infrarroja al lado de ella) beneficia en gran medida, reflejándose las ondas infrarrojas desde la matrícula. Sin embargo, esto sólo es posible en cámaras ANPR dedicadas, por lo que las cámaras usadas para otros propósitos deben confiar en mayor medida en las capacidades del software. Además, cuando se necesita una imagen a todo color y la captación de detalles es necesario tener una cámara con infrarrojos y una cámara normal (en color) funcionando conjuntamente.

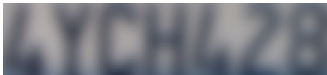
Imágenes borrosas dificultan el OCR – los sistemas ANPR deberían tener altas velocidades de disparo para evitar el desenfoque de movimiento

Para evitar el desenfoque es ideal tener la velocidad del obturador de la cámara fijada a 1/1000 segundos. Debido a que el coche está en movimiento, el uso de velocidades más reducidas podría dar lugar a una imagen demasiado borrosa para ser leída con el software OCR, especialmente si la cámara está en una posición mucho más alta que el vehículo. Cuando el tránsito es lento o cuando la cámara fotográfica está a una altura inferior y el vehículo está en un ángulo de aproximación a la cámara, no es necesario que la velocidad del obturador sea tan alta. Velocidades del obturador de 1/500 pueden funcionar correctamente con vehículos con una velocidad de hasta 64 kilómetros por hora y 1/250 hasta 8 kilómetros por hora.
En algunos coches, las barras de remolque pueden oscurecer uno o dos caracteres de la matrícula. Las bicicletas en las bacas también oscurecer la placa, aunque en algunos países y jurisdicciones, como por ejemplo Nueva Gales del Sur, se supone que las "matrículas de bicicletas" quedan bien.
Algunos sistemas a escala reducida permiten algunos errores en la matrícula. Cuando se utiliza para ofrecer acceso específico de los vehículos a una zona con barrera, la decisión puede ser tomada con un índice de error aceptable de un carácter. Esto es así porque la probabilidad de que un coche desautorizado con una matrícula tan similar se considera que es absolutamente pequeña. Sin embargo, este nivel de imprecisión no sería aceptable en la mayoría de las aplicaciones de un sistema ANPR.

#### Técnicas de evasión
Los propietarios de vehículos han utilizado una variedad de técnicas para intentar evadir los sistemas ANPR. Un método consiste en incrementar las propiedades de reflexión de las letras y aumentar así la probabilidad de que el sistema no sea capaz de localizar la matrícula o de producir suficiente nivel de contraste para lograr leerla. Esto normalmente se realiza usando una tapadera de matrículas o recubriendo la placa con aerosol, aunque hay dudas sobre la efectividad de este último. En la mayoría de las jurisdicciones, las tapaderas son ilegales y está contemplado bajo leyes existentes, mientras que en la mayoría de los países no hay ninguna ley que rechace el uso de los aerosoles.
En Argentina la matrícula tiene la misma consideración que un documento público, por lo que se considera delito su modificación.
En la ruta de peaje 407 de Toronto (Canadá), la policía ha registrado varias técnicas avanzadas que algunos motoristas han tratado de llevar a cabo. Un piloto tenía un mecanismo que le permitía levantar un cable del asiento del conductor que hacía que se mostrara una matrícula diferente en el momento en que pasaba por las zonas vigiladas con cámara. Otros han tratado de manchar su matrícula con suciedad o utilizar cubiertas para enmascararla.
Los novedosos marcos alrededor de las matrículas de Texas fueron declarados ilegales el 1 de septiembre de 2003 por el Senate Bill 439 porque causaban problemas en los sistemas ANPR. Esa ley lo convertía en un delito menor de la clase C (sancionable con una multa de hasta de 200$), o clase B (sancionable con una multa de hasta 2.000$ y 180 días de cárcel) si se podía probar que el propietario lo hacía para oscurecer deliberadamente su matrícula.
Hay algunos paneles traseros para coche con una inserción en ángulo para la matrícula, lo que cambia la alineación de caracteres de la rejilla de lectura. Puesto que la mayoría de los estados de EE. UU. ya no necesitan nuevas matrículas cada año, quizás la manera más fácil de invalidar el reconocimiento es simplemente permitir que la pintura reflectante de las placas se degrade por la edad y se haga por tanto ilegible.
Si un sistema ANPR no puede leer la placa de matrícula avisará, por medio de una señal acústica, para llamar la atención de los operadores humanos, que pueden entonces tratar de identificar los caracteres visualmente. Es entonces posible hacer operaciones de búsqueda usando caracteres comodín que sustituyan cualquier parte oculta de la matrícula y utilizar los detalles del coche (fabricante y modelo, por ejemplo) para refinar la búsqueda.

## Preocupaciones de Privacidad Respecto a los Lectores de Matrículas
A pesar de sus beneficios, el uso de los ALPR ha suscitado preocupaciones significativas sobre la privacidad, y algunos estados han limitado sus usos por este motivo. Aquí están algunas de las preocupaciones principales que se han expresado en los últimos años:

### Vigilancia Masiva
La preocupación más común es que los ALPR permiten la vigilancia masiva de todos los conductores, no solo de aquellos sospechosos de cometer delitos, lo que algunos consideran una invasión de su privacidad. Esto permite a las agencias de aplicación de la ley rastrear potencialmente los movimientos de cualquier vehículo, generando preocupaciones sobre las búsquedas no razonables bajo la Cuarta Enmienda de la Constitución.

### Retención de Datos
Hay preocupaciones sobre cuánto tiempo se retienen los datos de los ALPR, quién tiene acceso a ellos y cómo se comparten. En algunos estados, estos datos pueden guardarse durante años, y no siempre hay mucha transparencia en las restricciones de datos. Esto genera dudas sobre quién puede acceder a estos datos y con qué fin. No existe un estándar definido sobre el almacenamiento y uso de los datos de ALPR en los Estados Unidos, depende de cada estado establecer las normas y regulaciones que rodean la retención de datos y esto puede variar bastante de un estado a otro.

### Potencial para el Abuso
Los críticos argumentan que sin la supervisión y regulación adecuadas, la tecnología de Lectores Automáticos de Matrículas podría utilizarse para el seguimiento inapropiado o discriminativo de ciertas personas o comunidades. También puede haber un sesgo en los algoritmos propietarios que se utilizan para rastrear y seguir vehículos.

### Seguridad de Datos
Las bases de datos que almacenan los datos del lector de matrículas podrían ser vulnerables a hackeos o brechas de datos, exponiendo potencialmente información personal sensible. Con el número de brechas de datos en aumento en los Estados Unidos, esta es una preocupación creciente para muchos estados.

## Otros usos
Los sistemas ANPR también pueden ser usados para:
- Cruce de fronteras
- Estaciones de servicios para llevar un registro de los conductores que abandonan la estación sin realizar el pago
- Control de acceso a aparcamientos públicos y privados
- Una herramienta de mercadotecnia para llevar un registro de patrones de uso
- Sistemas de gestión de tráfico, para determinar el flujo de tráfico usando el tiempo que tardan los vehículos en pasar por dos sitios dotados de ANPR
- Acceso a Smart Cities
- Seguridad Ciudadana. En donde la Policía lo usa para identificar autos robados, o que tienen alguna orden de captura.

## Aplicativos de reconocimiento de matrículas
- OpenALPR és un software con versión de código abierto.
- PlateSmart
- Motorola Solutions. Tiene un sistema de reconocimiento automático de placas para organismos de seguridad.
- OCR de matrículas AutoNET Access. Control de acceso para vehículos.

### Enlaces adicionales
- "Estrategia ANPR para el servicio policial 2005/2006" Assn Chief Police officers (ACPO) Grupo de dirección. Accedido el 28 de septiembre de 2005.
- "ANPR". Police Information Technology Organisation (PITO). Accedido el 28 de marzo de 2005.
- "Automatic Number Plate Recognition (ANPR)". Unidad de Estándares de la Policía, PoliceReform.gov.uk. Accedido el 28 de marzo de 2005.
- "Plan de negocio" Driver and Vehicle Licensing Agency, 10 de junio de 2004. Accedido el 28 de marzo de 2005.